# Triodanis leptocarpa
Triodanis leptocarpa là loài thực vật có hoa trong họ Hoa chuông. Loài này được (Nutt.) Nieuwl. miêu tả khoa học đầu tiên năm 1914.